# Russische Münzen

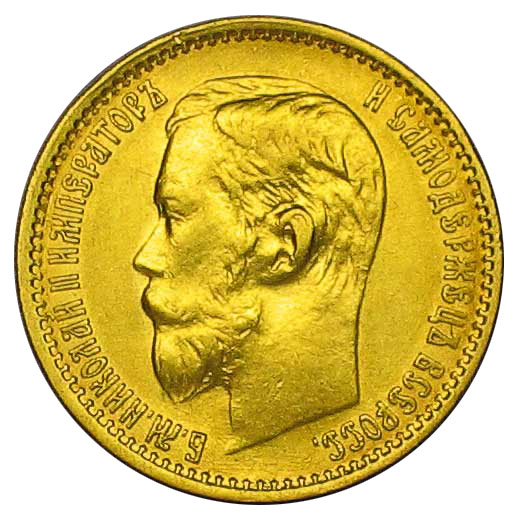
5-Rubel-Goldmünze von 1899 – Halbimperial

Russische Münzen sind Münzen, die in Russland und dessen Provinzen (Gouvernements) geprägt wurden. Sie haben eine reiche Geschichte und zeichnen sich häufig durch besondere künstlerische Gestaltung bei den höheren Nominalen aus. Die kupfernen Kleinmünzen des frühen 18. Jahrhunderts sind hingegen recht grob in ihrem Bildern (Avers und Revers) im Vergleich zu zeitgenössischen westeuropäischen Münzen ausgeführt.

## Geschichte
Die erste russische Goldmünze, der Zlatnik – auch Zolotnik oder Solotnik für „Goldener“, stellte den Großfürsten Wladimir dar und war von Ende des 10. bis Anfang des 11. Jahrhunderts im Umlauf. Das Gewicht dieser Münze, heute etwa 4,2658 Gramm, diente später als Grundlage für die altrussische Gewichtseinheit Zolotnik, die besonders für Edelmetalle wie Gold und Silber bis etwa 1920 benutzt wurde. Gleichzeitig war sie auch Verhältnismaß für die Rau- und Feingewichtsrelationen in Münzlegierungen.
Ein Zolotnik wurde in 96 Teile (Dolja) unterteilt. Später wurde das Gewicht der Münzen, die Edelmetalle als Feingehalte enthielten, in Dolja (etwa 0,0444 g) dieser Edelmetalle gemessen. Hier besteht durchaus eine Parallele zu den altdeutschen Gewichts- und Verhältnismaßen – wie Lot für Silber und Karat für Gold.
Beispiel als Gewicht
russisch: ein Zolotnik = 96 Dolja (entsprach 4,2657543 g)
deutsch: eine Feine Mark = 16 Lot = 24 Karat   (entsprach 233,8555 g in Preußen)
Beispiel als Verhältnismaß
russisch: ein Zolotnik = 96 Dolja (entspricht 100 % fein)
deutsch: (eine Feine Mark =) 16 Lot = 24 Karat (entspricht 100 % fein)
48 Dolja entsprachen somit in Deutschland 8-lötigem Silber, also einer 50 %igen Silberlegierung, hier jedoch nur als relative Feinheitsangabe zu verstehen.
In den 1920er Jahren wurde dann in Russland bzw. in der Sowjetunion zum metrischen Gewicht „Gramm“ und zum Verhältnismaß „Promille“ für Münzlegierungen übergegangen.
Weitere ausführliche geschichtliche Details siehe besonders unter den Nominalen Rubel, Kopeke und Denga.

## Wichtige russische Münznominale im Überblick
1 Gold-Imperial = 1 Tscherwonez (ab 1921) = 10 (früher auch 15) Silberrubel
1 Rubel = 2 Poltina = 4 Tschetwertak = 10 Griwenniki = 20 Pjatak = 100 Kopeken = 200 Denga = 400 Poluschka